# Rhopalochernes titschacki
Rhopalochernes titschacki es una especie de arácnido  del orden Pseudoscorpionida de la familia Chernetidae.

## Distribución geográfica
Se encuentra en Ecuador y Perú.